# Tramwaje w Drużkiwce
Tramwaje w Drużkiwce – system komunikacji tramwajowej działający w ukraińskim mieście Drużkiwka.

## Historia
Budowę pierwszej linii tramwajowej w Drużkiwce rozpoczęto we wrześniu 1945. Uruchomienie tramwajów w Drużkwice miało miejsce 5 grudnia 1945. Po upadku ZSRR zlikwidowano trzy linie tramwajowe o nr 3, 5 oraz 6 oraz dwie trasy: do fabryki porcelany oraz do osiedla Budowniczych Maszyn. 6 września 2013 otwarto ponownie linię do fabryki porcelany, jednak już jako jednotorową (do 2002 była to linia dwutorowa). Do nowej końcówki przedłużono linię nr 2. Odcinek do osiedla Budowniczych Maszyn otwarto ponownie 8 października 2014, do tej pętli również przedłużono linię nr 2. Przed odbudową linii do fabryki porcelany i do osiedla Budowniczych Maszyn linia nr 2 kursowała na trasie: Szpital Miejski (Miśka likarnia) – Osiedle Słoneczne (mikrorajon Soniacznyj). W mieście funkcjonuje jedna zajezdnia tramwajowa.

## Linie
Stan z marca 2018 r.
| Linia | Trasa |
| ----- | --- |
|       | Zaliznycznyj wokzał ↔ Centralna likarnia Wułycia Soborna |
|       | Porcelanowyj zawod ↔ (Mikrorajon «Soniacznyj») Sełyszcze Maszynobudiwnykiw Wułycia Pedahohiczna – wułycia Soborna – wułycia Enhelsa – wułycia Ołeha Koszowoho – wułycia Maszynobudiwnykiw – (wułycia Nowo-Sadowa) W dni robocze kursuje na skróconej trasie do Mikrorajonu «Soniacznyj» |
|       | Uniwermah «Majak» ↔ Sełyszcze Maszynobudiwnykiw Wułycia Pedahohiczna – wułycia Soborna – wułycia Enhelsa – wułycia Ołeha Koszowoho – wułycia Maszynobudiwnykiw – (wułycia Nowo-Sadowa) Kursuje tylko w dni robocze                                                                      |

## Tabor
W grudniu 2019 r. w Drużkiwce było 8 tramwajów liniowych.
| Zdjęcie        | Typ            | Eksploatacja od | Liczba |
| -------------- | -------------- | --------------- | ------ |
|                | KTM-5M3        | 1981            | 1      |
|                | Tatra T3SUCS   | 2015            | 5      |
|                | Tatra T3SU     | 2015            | 2      |
| Łączna liczba: | Łączna liczba: | Łączna liczba:  | 8      |

Wagony Tatra T3 i T3SUCS kursowały w Charkowie, a wcześniej także w Pradze. Wagon T3SU przyjechał prosto z Pragi. Wszystkie wagony mają praskie numery taborowe.